# Archangel Am
Archangel Am, född 14 april 2010 i Halmstad i Hallands län, är en svensk varmblodig travhäst. Han tränas av Adrian Kolgjini sedan 2018. Tidigare tränades han av Lutfi Kolgjini.
Archangel Am inledde karriären i april 2013 och var obesegrad i sina fem första felfria starter. Han har till januari 2019 sprungit in 2,4 miljoner kronor på 62 starter varav 13 segrar, 4 andraplatser och 4 tredjeplatser. Han har tagit karriärens största segrar i Eskilstuna Fyraåringstest (2014), Prix de Noailles (2016) och Prix de Montier en Der (2016). Han har även segrat i ett uttagningslopp till finalen av Svenskt Travderby (2014).
Sedan den 1 oktober 2018 tränas Archangel Am av Adrian Kolgjini. Detta efter att Lutfi Kolgjini valt att överlåta flera av stallets stjärnhästar till sonen Adrians nystartade tränarrörelse.